# Mangelia lineorosata
Mangelia lineorosata é uma espécie de gastrópode do gênero Mangelia, pertencente a família Mangeliidae.